# Gura Caliței
Gura Caliţei é uma comuna romena localizada no distrito de Vrancea, na região de Moldávia. A comuna possui uma área de 47.00 km² e sua população era de 2945 habitantes segundo o censo de 2007.